# Adelocephala purpurascens
Adelocephala purpurascens är en fjärilsart som beskrevs av William Schaus 1905. Adelocephala purpurascens ingår i släktet Adelocephala och familjen påfågelsspinnare. Inga underarter finns listade i Catalogue of Life.